# You Suffer
You Suffer (ang. Cierpisz) - utwór angielskiej grupy muzycznej Napalm Death, wykonującej grindcore, który pochodzi z jej debiutanckiej płyty Scum. Jest to najkrótszy utwór muzyczny w historii, wpisany do Księgi rekordów Guinnessa.